# Châu Ngọc Tuấn
Châu Ngọc Tuấn (sinh 1970) là một chính khách người Việt Nam. Ông hiện là Phó Bí thư Thường trực Tỉnh ủy Gia Lai, Trưởng Đoàn đại biểu Quốc hội khóa XV tỉnh Gia Lai.

## Tiểu sử
Ông sinh năm 1970, quê tại huyện Phù Mỹ, tỉnh Bình Định. Ông có trình độ Đại học Luật.
Tại Gia Lai, ông từng kinh qua nhiều chức vụ, từ cán bộ Huyện đoàn An Khê, cán bộ Tỉnh đoàn Gia Lai, Giám đốc Nhà Văn hóa Thanh thiếu nhi tỉnh Gia Lai, Bí thư Tỉnh đoàn, Bí thư Thị ủy Ayun Pa, Bí thư Thành ủy Pleiku.
Tại Đại hội đảng bộ tỉnh Gia Lai lần thứ XV ngày 15 tháng 10 năm 2015, ông được bầu làm Phó Bí thư Tỉnh ủy Gia Lai.
Sáng 24 tháng 9 năm 2020, tại kỳ họp thứ 14 (chuyên đề) nhiệm kỳ 2016-2021, HĐND tỉnh Gia Lai khóa XI đã bầu ông Châu Ngọc Tuấn, Phó Bí thư thường trực Tỉnh ủy Gia Lai làm Chủ tịch HĐND tỉnh Gia Lai nhiệm kỳ 2016-2021.
Ngày 29 tháng 6 năm 2021, HĐND tỉnh Gia Lai tổ chức kỳ họp thứ nhất HĐND tỉnh khóa XII (nhiệm kỳ 2021-2026), ông Hồ Văn Niên, bí thư Tỉnh ủy Gia Lai, được bầu giữ chức vụ chủ tịch HĐND tỉnh thay ông Châu Ngọc Tuấn.